# Cuac FM
Cuac FM es una radio comunitaria que emite desde 1996 en el 103.4 FM de La Coruña y a través de Internet. Está gestionada por la asociación cultural Colectivo de Universitarios Activos, que da nombre a la emisora; esta asociación fue declarada en 2021 de utilidad pública por el Gobierno de Galicia.
La radio se encuentra en un edificio del Campus de Zapateira, de la Universidad de La Coruña, donde se ubica el estudio José Couso (o estudio 1) y la redacción de la emisora. Desde el 29 de enero de 2011 está en marcha el estudio Alexandre Bóveda o estudio 2 (estudio de grabación). Desde 2015, en el anexo del edificio está ubicada la Escuela de Radio y Asociacionismo de la emisora. Su actual presidenta es Paula Alonso.
Desde su fundación ha sido cantera de numerosos comunicadores de prensa escrita, radio y televisión, tales como Fernando Suárez, Hugh McGinley, Antón Lezcano, Txury Ferrer, Tomás Legido, Mariano Fernández, Víctor Grande, Estíbaliz Espinosa, Fernando Molezún, Teba Chacón, Javier Lojo, Isaac González, Álvaro Valiño o Francisco Dotras. Sus padrinos de honor son el escritor y periodista Manuel Rivas y el también escritor y músico Xurxo Souto.

## Historia

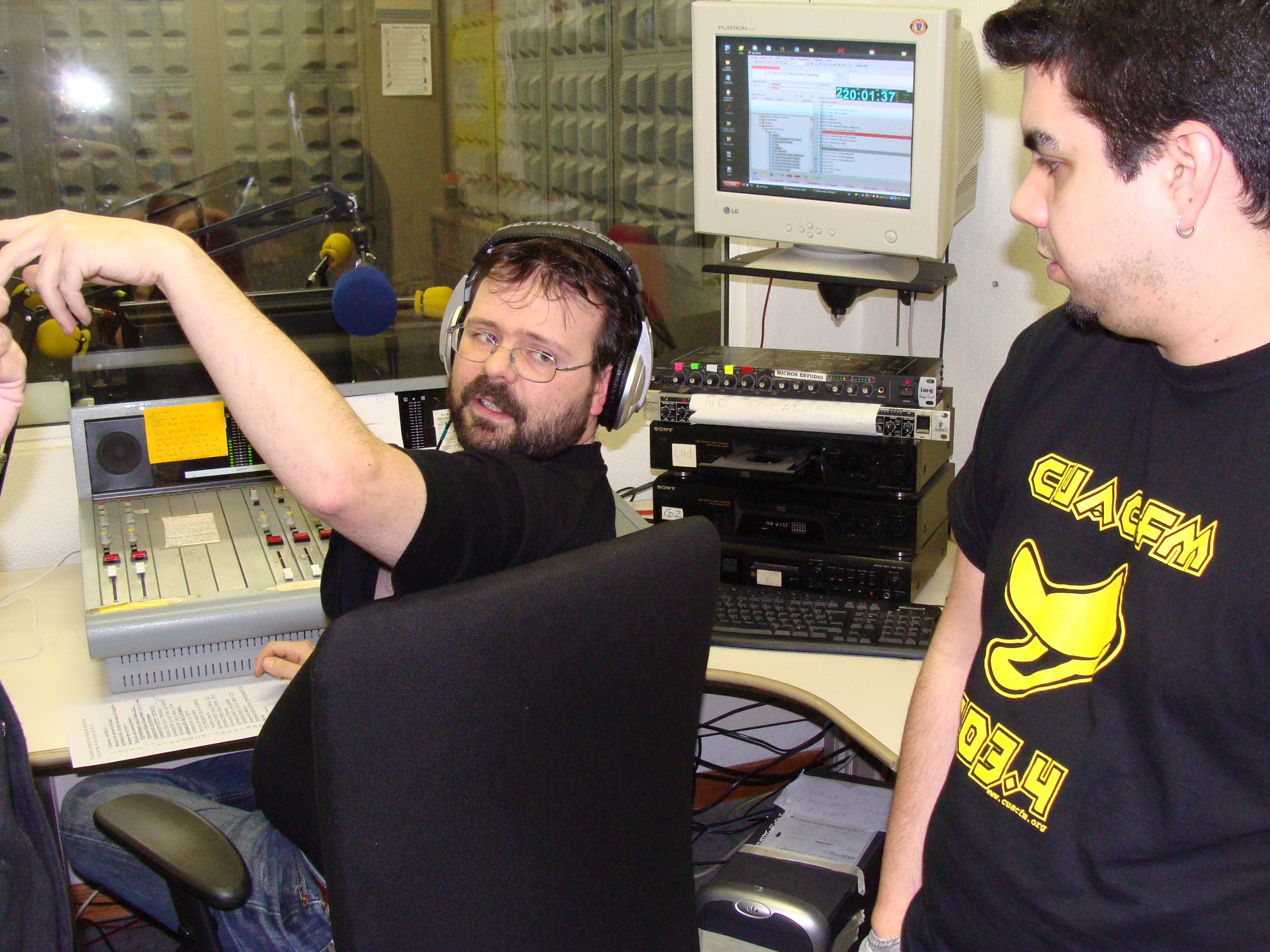
Mariano Fernández y Diego de la Vega, en el control (2010).

La emisora tiene su origen en el Club de Prensa de la Universidad de La Coruña. Dicho club realizaba en 1995 un programa llamado A pé de Campus en Radio Culleredo, así que pensaron que la UDC debería tener una radio que diese voz a todos los estudiantes y colectivos, por lo cual el 15 de junio de 1995 crearon el Colectivo de Universitarios Activos como asociación juvenil. Únicamente dos de los fundadores (Tomás Legido y Mariano Fernández), siguen formando parte activa de Cuac FM. Por esa fecha empezó Café con Gotas, conducido por Pablo Rubén Fernández, único programa que se mantuvo ininterrumpidamente desde la inauguración de la emisora.
El 8 de marzo de 1996, se instaló el dipolo radiante vertical (antena) y el emisor en un despacho de la Facultad de Económicas, y comenzó el período de pruebas. La inauguración oficial se produjo el 27 de marzo, contando en el estudio con Antonio Erias, Decano de la Facultad de Económicas, y Manuel Sarceda, Vicerrector de Estudiantes.
En mayo de 2002, se clausuró por sorpresa el estudio, ya que la Facultad de Económicas se mudaba al Campus de Elviña, y su edificio sería ocupado por la Facultad de Filología (quienes utilizaron el espacio del aula para ampliar la biblioteca), y en octubre de 2003 se reanudaron las emisiones por FM, con la participación de Manuel Rivas y Xurxo Souto.

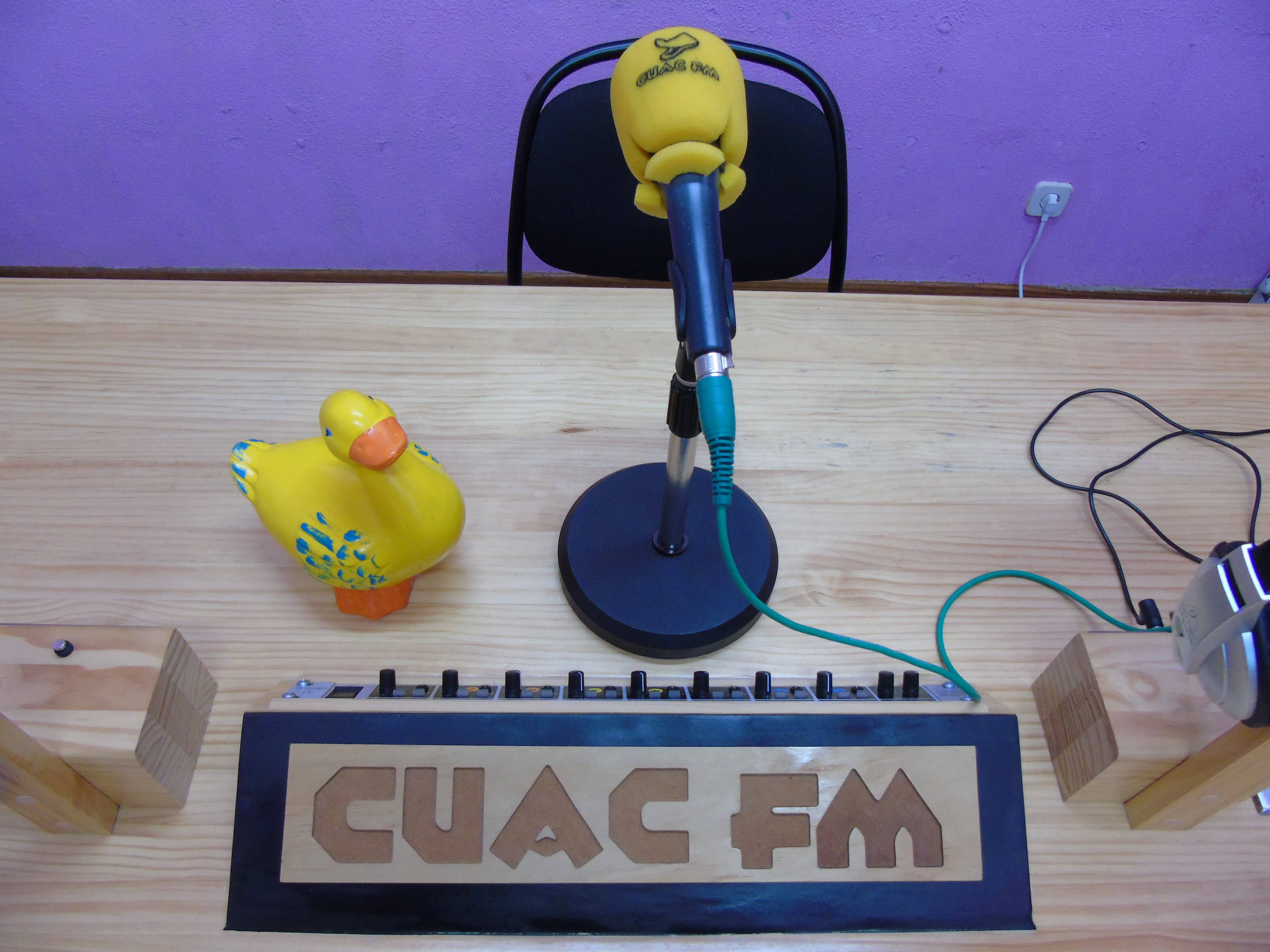
Micrófono en el Estudio José Couso.

En 2006, coincidiendo con su décimo aniversario, participó junto con otros 5 proyectos radiofónicos, en la creación de la Rede Galega de Radios Libres e Comunitarias (ReGaRLiC), aunque ésta todavía no tiene personalidad jurídica. Es uno de los proyectos fundadores de la Red de Medios Comunitarios, asociación que da forma jurídica al movimiento de medios comunitarios en el estado español, en el que participa activamente durante los cuatro años previos a su constitución. A Cuac FM le es confiada la sede social de la Red en la Asamblea Fundacional celebrada en Madrid el 24 de mayo de 2009, y la emisora asumiría la Secretaría y la Coordinadora de Legislación en la persona de Mariano Fernández. En esta época, mientras se tramitaba la Ley General de la Comunicación Audiovisual, la emisora se ha posicionado a favor de la regulación de los medios del Tercer Sector de la Comunicación.
La publicación en septiembre de 2006 del Plan técnico nacional de radiodifusión sonora supuso que Galicia podría sacar a concurso 84 diales más en FM, tres de ellas, en La Coruña: 87.7, 99.9 y 106.8. No fue hasta el 7 de agosto de 2011 cuando el Gobierno gallego convocó un concurso de licencias exclusivamente para emisoras comerciales, lo que fue contestado en un comunicado por Cuac FM, protestando porque las radios comunitarias quedaron fuera del concurso de licencias, y recordando que sale a concurso el dial 103.2 en Ferrol y que con esta convocatoria se agota el espectro radioeléctrico planificado. Teniendo en cuenta el dictamen del Consejo Consultivo de Galicia, que (entre otras incompatibilidades) no consideraba correcta la denominación emisoras de carácter comercial porque excluía del concurso a aquellas que no tuviesen esa denominación, el Gobierno declaró desierto el concurso, y convocó otro el día 30 de julio de 2012. Aunque cambió su denominación a emisoras privadas, dicho concurso deja en el primer artículo de sus bases fuera del ámbito del mismo a los servicios de comunicación audiovisual radiofónica comunitarios sin ánimo de lucro. La respuesta de la emisora fue una rueda de prensa en la que anunciaron que, mientras la Red de Medios comunitarios impugnará el concurso por vulnerar los derechos de los medios comunitarios, Cuac FM se presentaría al concurso para conseguir una licencia comercial, e iniciaría una campaña de recogida de fondos por financiación en masa para poder costearse el proceso. Así mismo, iniciaron una campaña de concienciación ciudadana mediante vídeos y diferentes recursos legales. En esta campaña ha recibido los apoyos de diferentes formaciones políticas locales o autonómicas, como Esquerda Unida - Os Verdes, el Bloque Nacionalista Galego o el Partido dos Socialistas de Galicia-PSOE. El 1 de agosto de 2013, se aprobó el reparto de licencias, no siendo otorgada ninguna a Cuac FM.
Del 11 al 13 de abril de 2014, organizó el Encuentro Europeo de Medios del Tercer Sector, que coincidió con la Asamblea de la Red de Medios comunitarios.
En 2021, el Gobierno de Galicia declaró al Colectivo de Universitarios Activos (CUAC), gestor de la emisora, como asociación de utilidad pública.
El 27 de marzo de 2023, coincidiendo con el 27º aniversario de la emisora, se inauguró su tercer estudio, que lleva el nombre de Rafaela Hervada, primera directora de una emisora de radio en España; el acto coincidió con una emisión conjunta con Radio Coruña - Cadena SER, emisora que fue dirigida por la propia Rafaela Hervada.

### De radiouniversitariaa radiocomunitaria
En sus inicios, Cuac FM fue concebida por sus fundadores como una radio universitaria, esto es, una emisora dependiente de la Universidad en la que los alumnos pudieran expresarse; sin embargo, la oposición de la Universidad provocó que los fundadores creasen una asociación juvenil independiente de la Universidad y autogestionada (el Colectivo de Universitarios Activos) que pusiese en marcha, por su cuenta y riesgo, dicha emisora.

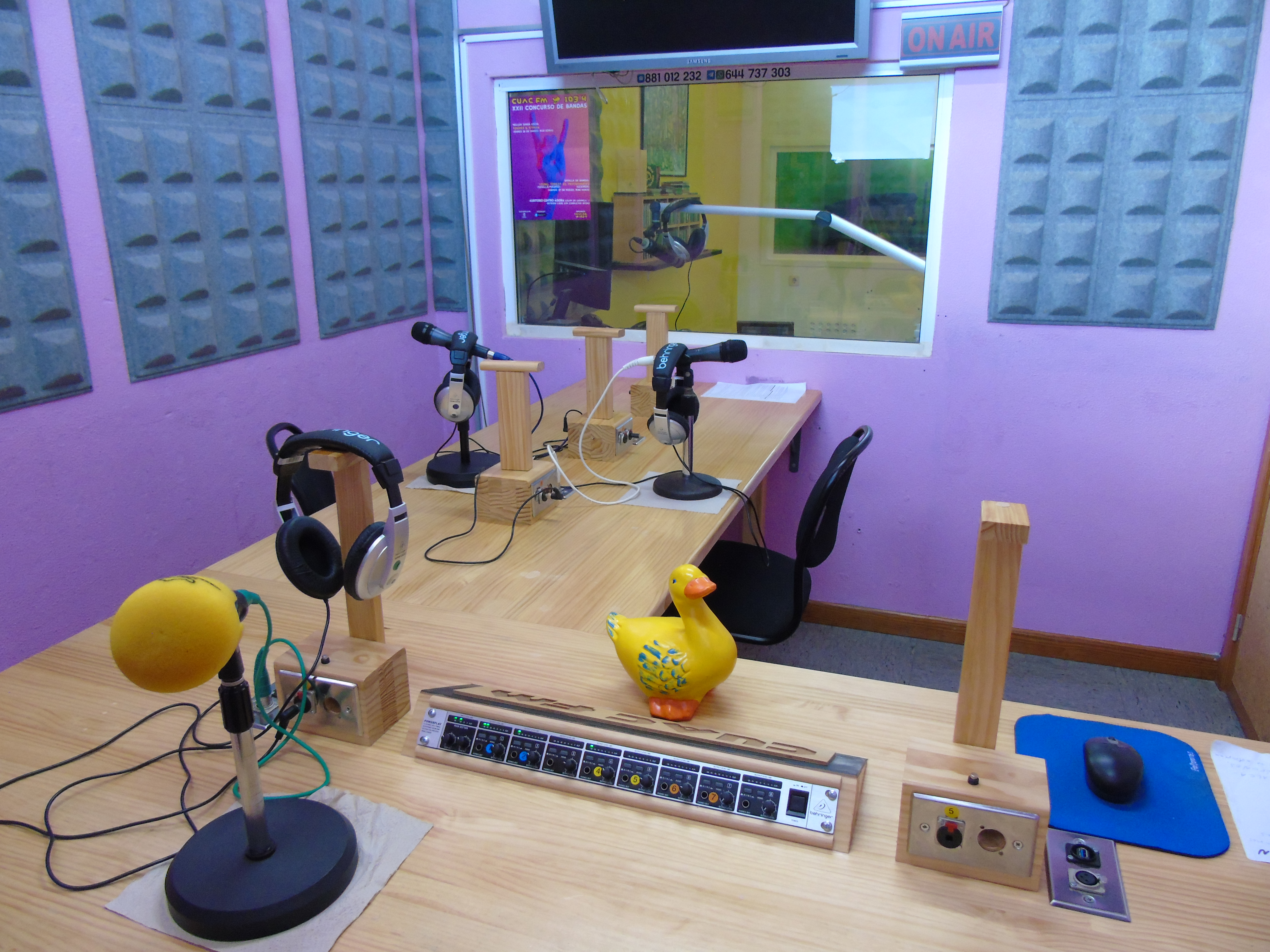
Interior del Estudio José Couso.

Poco a poco, Cuac FM fue cambiando hasta convertirse en una radio comunitaria (si bien sigue emitiendo desde la Universidad). En diversos medios se refieren a esta emisora con los adjetivos de universitaria y comunitaria (o incluso con el calificativo de radio libre), pero se considera que el concepto de radio comunitaria es más correcto por diversos motivos:
- Cuando alguien habla de radio universitaria, el interlocutor entiende que ésta es una radio llevada a cabo por y para universitarios. No hace falta ser universitario para formar parte de Cuac FM, ni la emisión de Cuac FM está dirigida principalmente a universitarios, sino a toda el área metropolitana.
- La Asamblea de Cuac FM suscribe la definición de medio comunitario recogida en los estatutos[44] de la Red de Medios Comunitarios, y se ha comprometido a cumplir todos los extremos de tal definición.
- Cuac FM es propiedad de una asociación cultural que admite como asociadas a cualquier tipo de persona física o jurídica, sin circunscribirse al ámbito universitario.

En conclusión, se puede decir que si bien Cuac FM fue en sus orígenes una emisora con vocación universitaria, se ha transformado en una radio comunitaria.

### Sanción de la Secretaría General de Medios: campañaCUAC Resiste

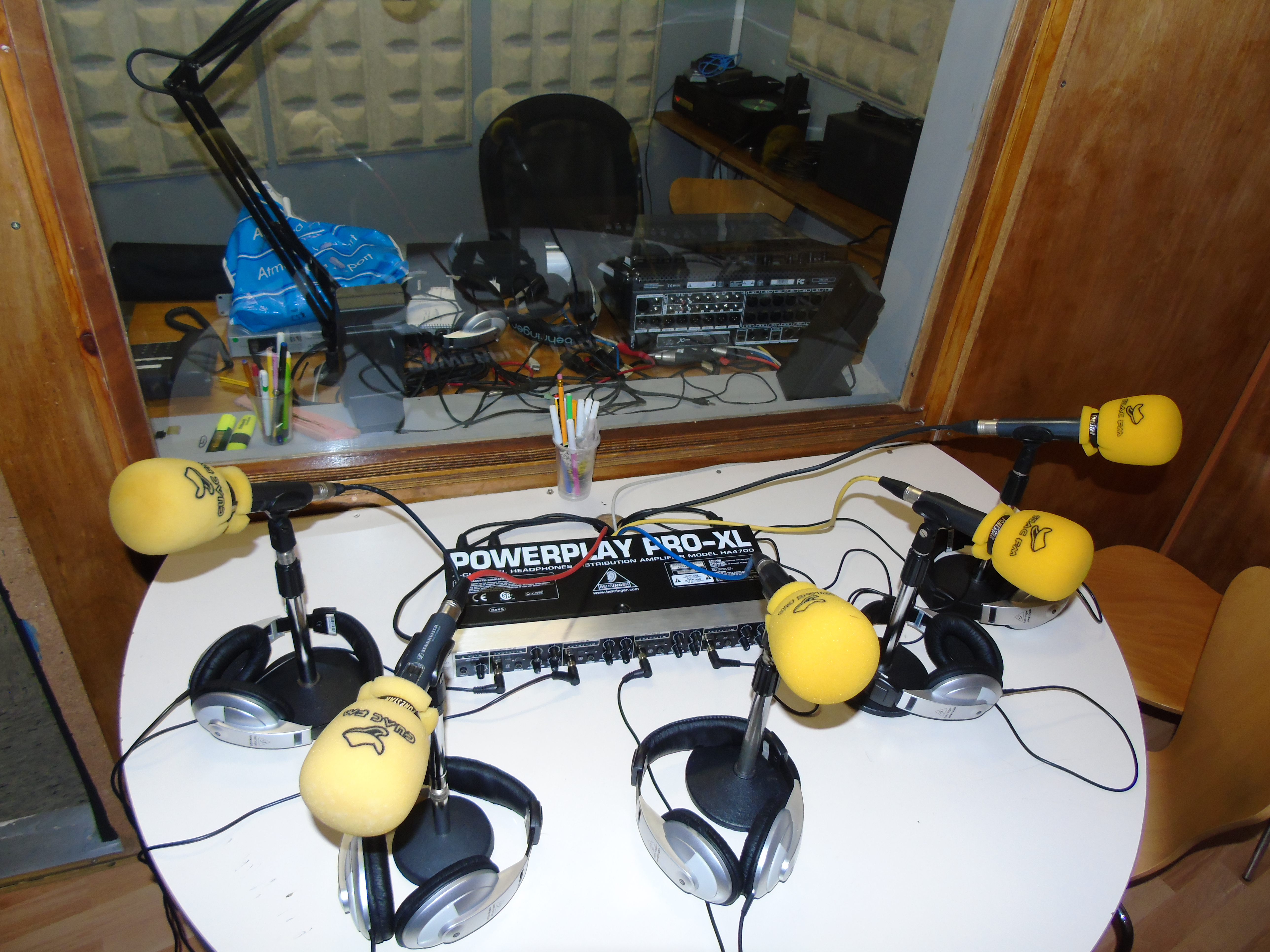
Interior del Estudio Alexandre Bóveda.

La Secretaría General de Medios del Gobierno de Galicia, comunicó en septiembre de 2017 a Cuac FM la incoación de un expediente sancionador por emitir “sin disponer de la correspondiente licencia”. La asociación se exponía a una sanción administrativa que iba de los 100.001 a los 200.000 €, lo que podía suponer el fin de la emisora. A raíz de este suceso, decidieron apagar sus emisiones en FM y transmitir únicamente en Internet, declarando no renunciar a la FM y con intención de recuperar la frecuencia 103.4 del dial coruñés. Se resolvió realizar una maratón de 28 horas titulada Maratón CUAC resiste, protagonizada por los miembros de la emisora y exsocios, apagando el dial de la 103.4 FM a la 1:03:04 de la madrugada del 1 de octubre de 2017.
Esta sanción está argumentada en la no disposición de una licencia que Cuac FM lleva solicitando al gobierno gallego desde su fundación. Ante esto, el Consejo de Cuac FM decidió poner en marcha la campaña #CuacResiste, de fuerte relevancia en redes sociales, basada, entre otras medidas, en la publicación de un Manifiesto por el Derecho a Comunicar, Cuac Resiste, presentado al público en el Campo de la Leña (Plaza de España) de La Coruña el 11 de noviembre de 2017. La presentación de este manifiesto contó con la presencia de Manuel Rivas y Xurxo Souto (padrinos de la emisora), la comunicadora Estíbaliz Espinosa y el periodista y locutor de RNE Antón Luaces. Dicho Manifiesto superó la barrera de las 2000 firmas a la semana de su lanzamiento al público, suscrito con el apoyo de:

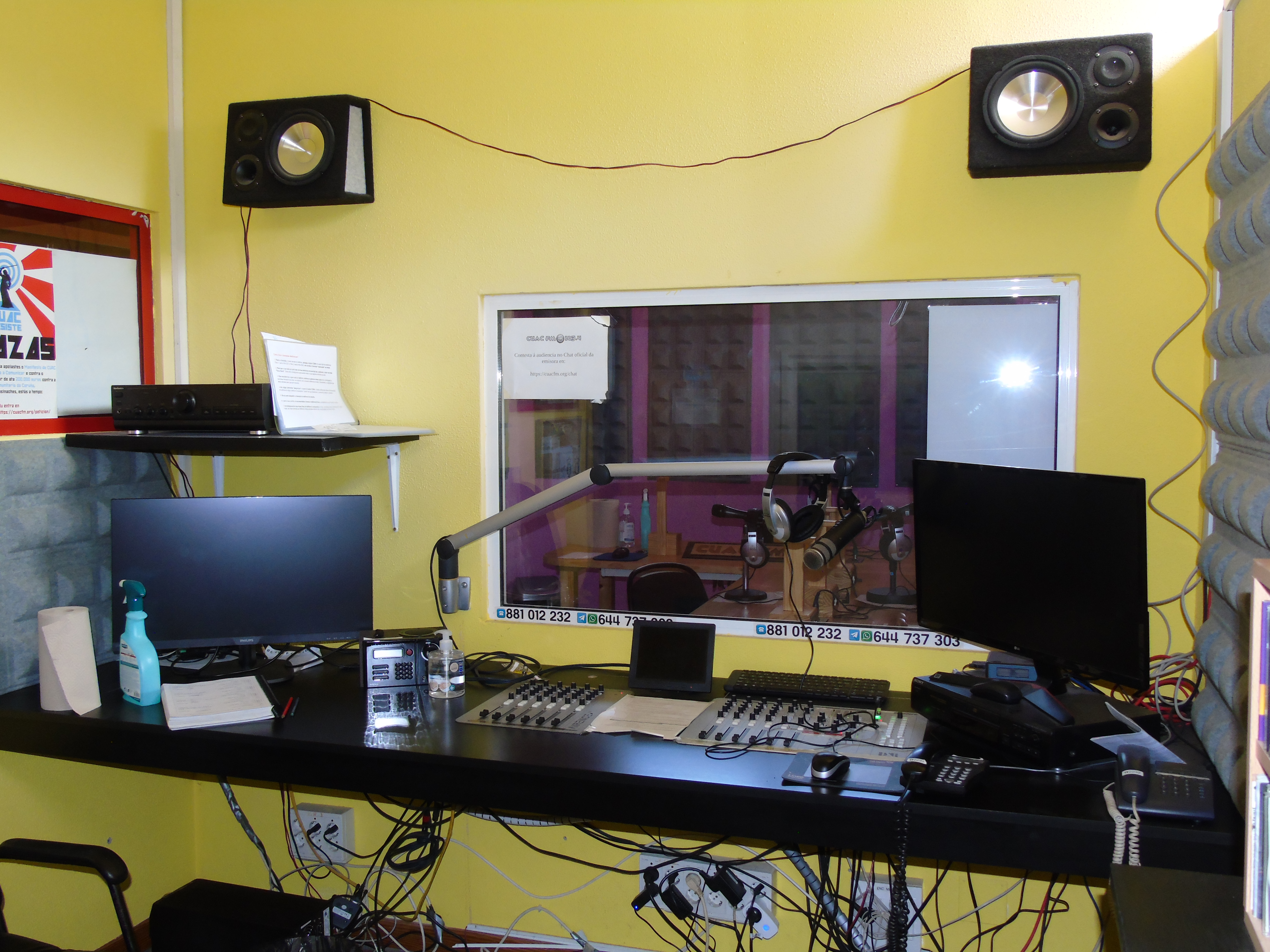
Control del Estudio José Couso.

- Varias entidades y personalidades de la comunicación y el periodismo como: Manuel Rivas, Xosé Manuel Pereiro (Vicedecano del Colegio de Periodistas de Galicia), Francisco Sarria (Decano del Colegio de Periodistas de Galicia), Víctor Grande, Kiko Novoa y Alfonso Hermida (CRTVG), Antón Luaces (RNE), Isabel Risco, Xosé Mexuto (Sermos Galiza), Valeria Pereiras (Luzes), Praza Pública, Belén Regueira (Radio Galega).
- De la cultura y literatura gallega: Antón Riveiro Coello, Yolanda Castaño, Mercedes Queixas Zas (AELG), Helena Villar Janeiro, Henrique Monteagudo (RAG), Dores Tembrás, Carlos Callón, Emma Pedreira, Nacho Taibo, Eli Rios, Inma López Silva.
- De instituciones públicas y partidos políticos: Universidad de La Coruña, Ayuntamiento de La Coruña,[50] Diputación de La Coruña,[51] Colegio de Periodistas de Galicia, PSdeG-PSOE, BNG, En Marea, Julio Abalde (rector de la UDC), Xosé Ramón Pousa (Decano de la Facultad de Ciencias de la Comunicación, USC), Juan Díaz Villoslada (PSdeG-PSOE), Luís Villares (En Marea), Avia Veira (BNG), Xulio Ferreiro (Alcalde de La Coruña), Luca Chao, Claudia Delso, Juan Manuel Sande, Xosé Abad (ACAMPA), ALAS Coruña.

También numerosas personas vinculadas al mundo editorial gallego, del sector servicios o entidades sociales y colectivos, junto con la ReGaLiC, la Red de Medios Comunitarios y AMARC Europa, decidieron suscribir y compartir este manifiesto.
En febrero de 2018, la Secretaría General de Medios resolvió el expediente sancionador 16/2017, por el cual se decidió que:
- La emisora no debe afrontar la sanción dado que se reconoce que emitía de buena fe y sin recibir aviso previo de sanción.
- El Estado no ha materializado los mandatos del Artículo 32 y la Disposición 14.ª de la Ley Audiovisual[20] por la que se debe dar licencias a medios comunitarios.
- La emisora no puede volver a emitir en FM al no tener licencia.

Tras un recurso de la asociación al Tribunal Superior de Justicia de Galicia, éste resolvió el 29 de octubre de 2018 que la Secretaría General de Medios vulneró el artículo 20 de la Constitución Española y anula la resolución de dicho organismo. Así mismo, autoriza temporalmente la emisión en FM de la emisora mientras la administración no se pronuncie de forma motivada y clara sobre la falta de dicha garantía temporal. La sentencia todavía es recurrible en casación ante el mismo tribunal, o ante el Supremo. Tras una Asamblea Extraordinaria, el colectivo decidió reanudar sus emisiones el 3 de noviembre bajo el lema #CuacVolve.

### DocumentalNada que ver
Con motivo de los 25 años de la emisora, el 10 de febrero de 2022 se estrenó en el Teatro Colón un documental titulado Nada que ver, que trata de la historia de la emisora, y está dirigido por Iago Prada. Fue subvencionado por la Diputación Provincial, y el coste de las entradas se destinó a la Cocina Económica. El 25 de marzo del año siguiente, la emisora colgó el documental en su canal de YouTube.

## Programas históricos

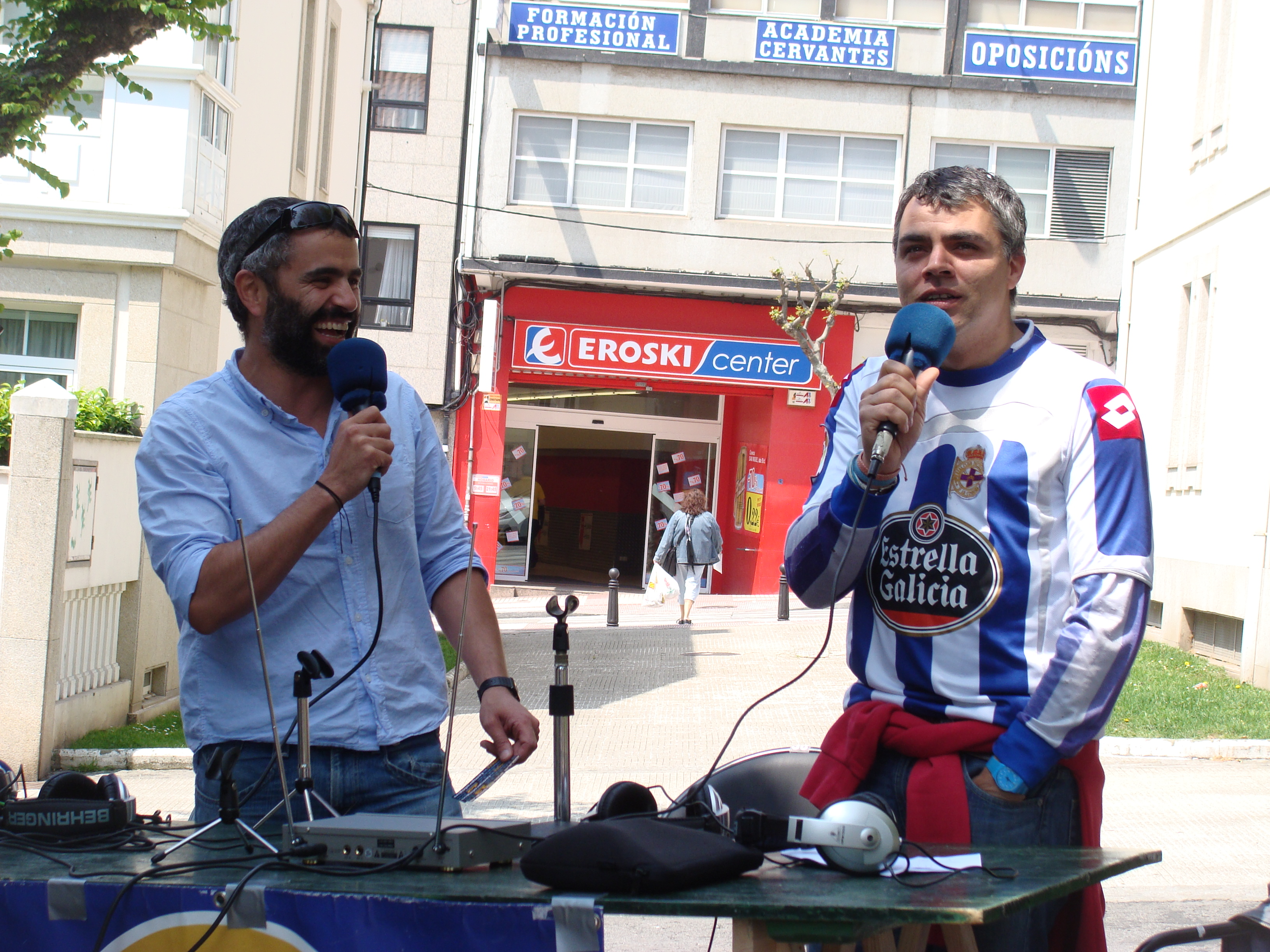
Txury Ferrer y Antón Lezcano, en la I Romaría Asociativa.

Uno de los programas que más éxito ha tenido en la ciudad es el magacín Zapping desde el 11 de noviembre de 1996, llevado a cabo por Antón Lezcano y Txury Ferrer, quienes más adelante ficharían por la emisora local de Radio Voz; sin embargo, su programa terminó por sorpresa causando malestar en sus responsables, malestar que manifestaron en la despedida de la temporada, que se realizó de nuevo en Cuac FM. Posteriormente ficharon por Radio Coruña (emisora local comercial asociada a la Cadena SER) donde continuaron el programa hasta el 15 de enero de 2010.
Otro programa histórico es el musical Inframundo (conducido por Hugh McGinley, quien llegó a ser Presidente de la emisora), dedicado íntegramente a difundir la música local. Dicha difusión se realizaba, no sólo a través del programa, sino también del Inframundo Magazine (revista gratuita mensual que llegó a 13 ediciones), la Internet, el disco gratuito Inframundo (en 2010 salió la tercera edición) y los Premios Inframundo de la Música, que en su primera edición fueron calificados por varios medios como los Grammy Coruñeses. En la segunda edición, se realizó un ciclo de conciertos en la sede de la Fundación Caixa Galicia; la final se celebró en el Teatro Colón, presentada por Rober Bodegas. En 2010 dejó de emitirse en Cuac FM para convertirse en un microespacio de Radio Coruña (Cadena SER).
Por la emisora pasaron más de 475 programas, algunos de ellos muy seguidos en el ámbito radiofónico coruñés, como Fraggel Rock, Cosecha del 78, El Kamikaze, Falta Paixón, La Senda del Bebedor, O Arredemo, Non hai decencia, Ulalume, Malo Será, Oye Neno, 4con60, Cabaret, La Calle del Delfín Verde, entre otros.

## Proyectos
La emisora convoca anualmente un concurso de maquetas a nivel estatal en el que se puede presentar cualquier grupo o solista de España que no haya tenido contrato con ninguna discográfica. Hasta la XIV edición (2012), se han presentado grupos de todas las autonomías de España, con las excepciones de las ciudades autónomas de Ceuta y Melilla. Entre 150 y 200 maquetas suelen recibirse cada año.

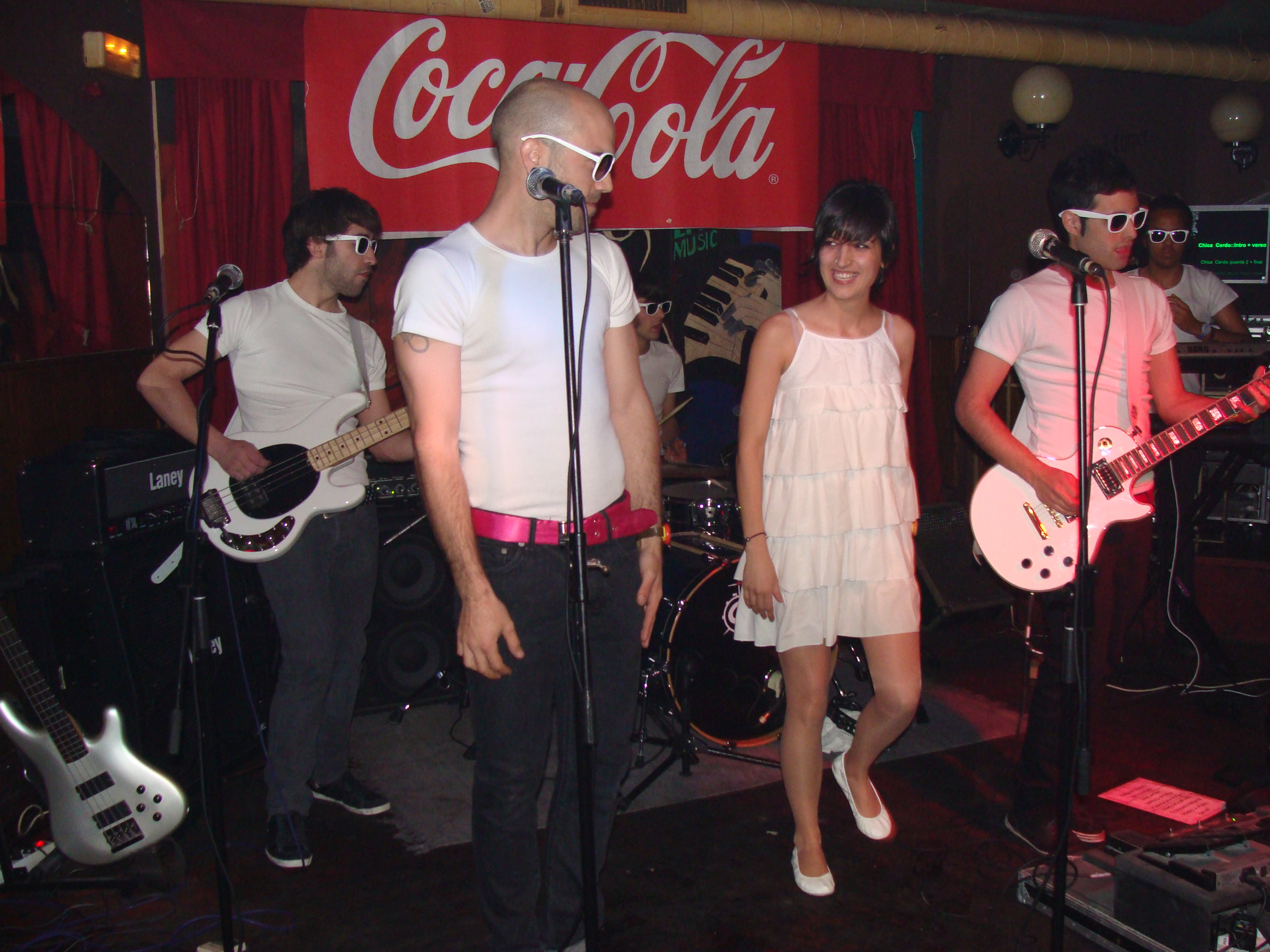
Ortofálico Chisme, grupo almeriense ganador del XI Concurso de Maquetas de Cuac FM (2009), en la final de dicho concurso.

En invierno de 2000, se comenzó a editar el Cuaczine, una revista gratuita dedicada a difundir la cultura de la ciudad y su área de influencia. Debido a la cantidad de trabajo y material necesarios para realizar la revista, sólo llegó a los 3 números.
Desde 2009, Cuac ha impulsado en diversas ocasiones al Ayuntamiento de La Coruña la creación de un albergue juvenil en la ciudad, ya que el más cercano se encuentra en Gandarío (Bergondo). Dicho proyecto, aunque contaba con el aval de la Concejalía de Juventud y Normalización Lingüística, ha sido paralizado por el Ayuntamiento porque, en palabras del Alcalde Javier Losada: «nos encontramos en unas circunstancias difíciles» (en referencia a la crisis).
En 2010, la emisora (en la persona de Tomás Legido Sánchez) formó parte del Jurado que eligió a varios de los grupos participantes en la 24.ª edición del Festival Noroeste Pop Rock, el cual estuvo a punto de no celebrarse a pesar de que el alcalde prometió un Gran Noroeste para 2010. Las protestas de organizaciones sociales (en las que Cuac FM participó) y de hosteleros hicieron rectificar al Consistorio. Tras la celebración, el Colectivo envió una propuesta a los 3 grupos municipales (PP, PSdeG y BNG) para asegurar que el Festival se lleve a cabo en 2011. Desde 2015, colabora activamente con el festival: los grupos ganadores de su concurso de bandas y solistas actúan en el evento musical.
El colectivo también genera otras actividades relacionadas con la cultura, como crear un curso de gallego, organizar talleres de radio, actividades escénicas o musicales, o incluso fletar autobuses para acudir a conciertos, como el Patti Smith en Vigo o el de Muse en Santiago de Compostela.
Coincidiendo con su décimo quinto aniversario, en 2011 Cuac FM realizó diversas actividades de cara al exterior, entre las que destacan las jornadas Alterando o Normal (Alterando lo Normal), realizadas en la UDC, y en las que participaron personalidades como Juantxo López de Uralde (que habló del proyecto Equo), además de representantes de colectivos como ATTAC, ACSUR, Ayuda en Acción, Rádio Filispim, la Red de Medios Comunitarios o la Asociación Mundial de Radios Comunitarias. También organizaron la I Romaría asociativa (I Romería Asociativa) en el barrio de Montealto, donde se realizó una edición del programa Ar de Coruña en directo y en la que participaron diversas asociaciones de la ciudad.
En febrero de 2018, coincidiendo con sus 22 años, la emisora convocó su I Premio de Radioficción, en aras de fomentar la creatividad y la expresión artística en forma de guiones de radioficción o radionovela. Este primer certamen tiene también como fin conmerorar el Día das Letras Galegas, ya que todos los originales deben ser presentados en lengua gallega.

### Ar de Coruña

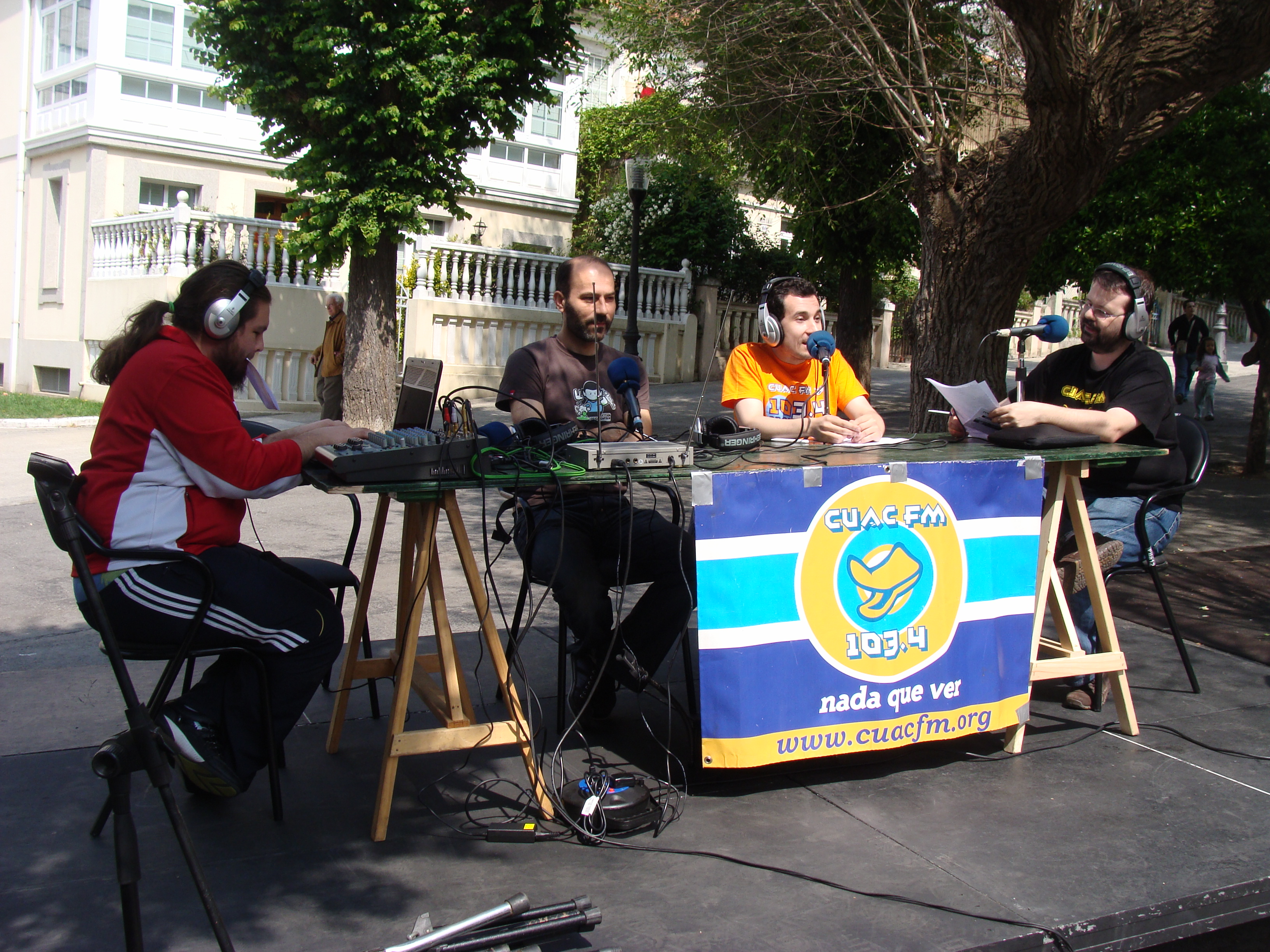
Emisión en directo de Ar de Coruña (Cuac FM), en la I Romería Asociativa.

Uno de los proyectos estrella de la emisora desde febrero de 2011 fue el programa comunitario Ar de Coruña (Aire de Coruña). Realizado por la Coordinadora de Redacción de la emisora, se emitió de 12 a 14 horas los sábados, y estaba dedicado íntegramente a la ciudad:
- Al comienzo del programa, el conductor principal del programa (Mariano Fernández, Mónica Alonso o Jorge Catoira) realizaba un editorial sobre un tema de actualidad.
- La primera hora trataba de un barrio de la ciudad, comenzando por la Radiografía del Barrio (que consistía en una descripción y repaso de la historia del barrio, realizada por Bea Ulalume)[94] y continuando por entrevistas a diversas asociaciones del barrio. Además, se emitía un Mosaico Sonoro (creado a partir de entrevistas a pie de calle realizadas a vecinos del barrio).[95]
- Al final de la primera hora, se emitía una Firma producida y locutada por una asociación externa a la emisora. Participaron en esta sección colectivos como Intermón Oxfam, ACSUR, Solidariedade Galega, Menores en Red y Amnistía Internacional.[96]
- La segunda hora tenía tres secciones: Actualidad (en la que habitualmente se realizaba una conexión telefónica con reporteros del programa); Cultura (en la que se informaba de eventos culturales, se invitaba a grupos a tocar en directo y se leía la Agenda infantil) y Sociedad (en la que se entrevistaba al Colectivo de la semana).

### Isto é Galego
El Isto é Galego (Esto es Gallego) es un curso de gallego que la emisora difunde desde febrero de 2012, y que se lleva produciendo, al menos, desde 2010. Está protegido con licencia Creative Commons by-nc-sa. Consiste en 12 capítulos radiofónicos (más un extra) que se dividen en seis secciones:
- Infiltrados: se explican varios falsos amigos.
- Isto como era: reglas ortográficas del gallego, como la diferencia entre te y che.
- A outra historia de Galicia: historia de Galicia desde una perspectiva humorística.
- Rebeca McKenna: radioficción cuya protagonista busca a escritores gallegos como Castelao o Álvaro Cunqueiro.
- Adiviña: sección de estilo infantil donde el oyente debe adivinar una palabra.
- Galegotrón: sección de humor donde se traducen diversas frases.

El curso se presentó en diferentes formatos: CDs; página web (desde donde se puede descargar en formatos MP3 y OGG); a través de una aplicación del Google Play para teléfonos móviles con Sistema Operativo Android; y desde los canales de la emisora en Youtube, Vimeo y Dailymotion.

## Organización interna

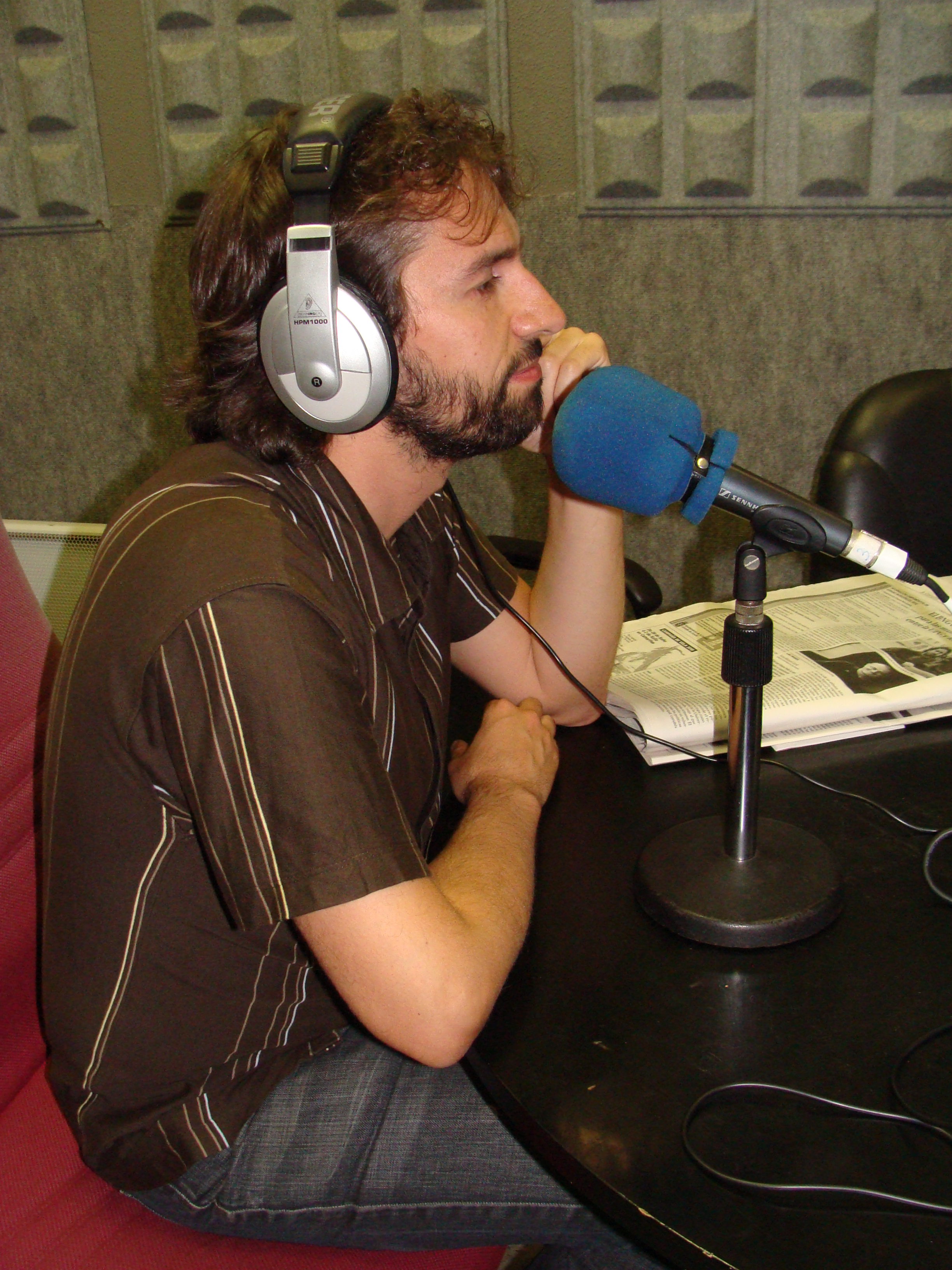
Tomás Legido Sánchez (Tomi Desastre) en los micrófonos de Cuac FM.

El órgano supremo de decisión de la asociación es la Asamblea General, que consta de todos los socios. Se reúne de forma ordinaria una vez al año, y de forma extraordinaria cuantas veces lo determine la asociación (generalmente 3 veces al año). Además, la asociación CUAC se organiza en una comisión de coordinación que consta de las siguientes coordinadoras, a las que los socios se pueden unir de forma voluntaria:
- Coordinadora de Comunicación: se encarga de la comunicación interna y externa de la emisora. Es la que se ocupa de incentivar y mantener al día la comunicación entre los socios y exsocios, lleva el archivo de la emisora, mantiene contactos con el resto de medios y prensa y organiza las actividades paralelas de promoción y difusión de Cuac FM.
- Coordinadora de Contenidos: se encarga de organizar, planificar y crear contenidos, además de gestionarlos y evaluar su calidad. Organiza la parrilla y la continuidad, además de gestionar el intercambio de programas con otras emisoras.
- Coordinadora de Tecnología y Logística: se encarga del material técnico e informático, de su revisión y mantenimiento.
- Coordinadora de Organización y Estrategia: define objetivos y medios para conseguirlos, se encarga de la estrategia legal y lleva a cabo la representación exterior de la emisora. Además, es responsable de la financiación, la promoción y las relaciones con los patrocinadores de la emisora.
- Coordinadora de Formación: es responsable de la formación de nuevos locutores y locutoras de la emisora, junto con técnicos, redactores y reporteros. Su actividad radica en la Escuela de Radio y Asociacionismo Cuac FM, fundada en 2015.[7]

Además, como todas las asociaciones culturales, el colectivo tiene una Junta Directiva elegible cada 2 años, que consta de Presidencia, Vicepresidencia, Secretaría, Tesorería y tres Vocalías.

## Premios
En 2025, la emisora recibió el Premio Martín Códax de la Música al Mejor Proyecto de Comunicación y difusión musical.